# KAI T-50 Golden Eagle
KAI T-50 (англ. Golden Eagle (골든이글) — «Беркут») — двухместный сверхзвуковой учебно-боевой реактивный самолёт.
Разработан южнокорейской фирмой аэрокосмической промышленности (Корейская аэрокосмическая компания — KAI) совместно с американской компанией Lockheed Martin (программа финансировалась на 17 % фирмой KAI, на 13 % Lockheed Martin, а 70 % выделило правительство Южной Кореи). Завод окончательной сборки находится в г. Сачхон.

## История создания и производства
Проектирование началось в конце 1990-х годов. Название T-50 Golden Eagle официально присвоено в феврале 2000 года. Первый полет Т-50 совершил 20 августа 2002 года. Во многом он основан на самолете Samsung KTX-2, с большим привлечением опыта и технологии корпорации Lockheed Martin. Способен достигать скорости 1,4 Маха.
Вооружение самолёта включает ракеты «воздух-воздух» AIM-9 Sidewinder, AIM-120 AMRAAM,  «воздух-земля» AGM-65 Maverick, бомбы со спутниковым наведением JDAM (Joint Direct Attack Munition) и кассетные боеприпасы с коррекцией ветрового сноса WCMD (Wind Corrected Munitions Dispenser)
ВВС Южной Кореи в настоящее время используют 50 самолетов T-50, 10 T-50B (специальной модификации для пилотажной группы Black Eagles) и 22 учебно-боевых TA-50.
В мае 2011 года правительство Индонезии озвучило решение закупить 16 самолетов T-50 на сумму $400 млн. Самолеты должны поступить до конца 2013 года.
27 июля 2022 года Польша подписала соглашение о закупке 48 самолётов
Также, фирма Lockheed Martin ведет усиленную борьбу за победу в конкурсе T-X на поставку нового УТС для ВВС США.

## Нереализованные контракты
- Узбекистан — в октябре 2015 года США заблокировали продажу 12 T-50 в Узбекистан[5]. Договоренность о приобретении Узбекистаном 12 южнокорейских учебно-боевых самолётов стоимостью около $400 млн была достигнута в апреле 2015 года.

## На вооружении

Страны эксплуатанты T-50.

- Республика Корея — 50 T-50, 10 T-50B и 22 TA-50 и 60 FS-50[6], по состоянию на 2018 года[3].
- Индонезия — 15 T-50i, по состоянию на февраль 2014 года[7][8]. В мае 2011 года был заключен контракт на поставку 16 T-50i на сумму $400 млн[2][9].
- Филиппины — 12 FA-50PH по состоянию на 2018 год[10]. В марте 2014 года был заключен контракт на поставку 12 FA-50 на сумму $420 млн[11].
- Ирак — 18 T-50IQ, по состоянию на 2018 год[12]. В декабре 2013 года был заключен контракт на поставку 24 T-50IQ на сумму $1,1 млрд и соглашение на обслуживание самолётов и обучение экипажей в течение 20 лет в размере $1,0 млрд[13].
- Таиланд — 4 T-50TH, по состоянию на 2018 год[14][15]. Всего ВВС Таиланда заказали 12 T-50TH[16].
- Польша — 12 FA-50 (на 2023 г., первый этап поставок)[17]

## Катастрофы
- Индонезия Во время авиашоу 20 декабря 2015 года на острове Ява в районе города Джокьякарта потерпел катастрофу самолёт Т-50 ВВС Индонезии. Самолёт упал недалеко от взлётно-посадочной полосы. Оба лётчика погибли[18].

## Технические характеристики
Источник данных: сайты Korea Aerospace Industries и Lockheed Martin

Технические характеристики
- Экипаж: 2 человека
- Длина: 13,14 м
- Размах крыла: 9,45 м
- Высота: 4,94 м
- Масса пустого: 6350 кг
- Максимальная взлётная масса: 13 500 кг
- Масса топлива во внутренних баках: 2160 кг
- Силовая установка: 1 × ТРДД General Electric F404
- Тяга: 1 × 8045 кгс

Лётные характеристики
- Максимальная скорость: 1485 км/ч
- Практическая дальность: 1850 км
- Практический потолок: 14 630
- Тяговооружённость: 0,96

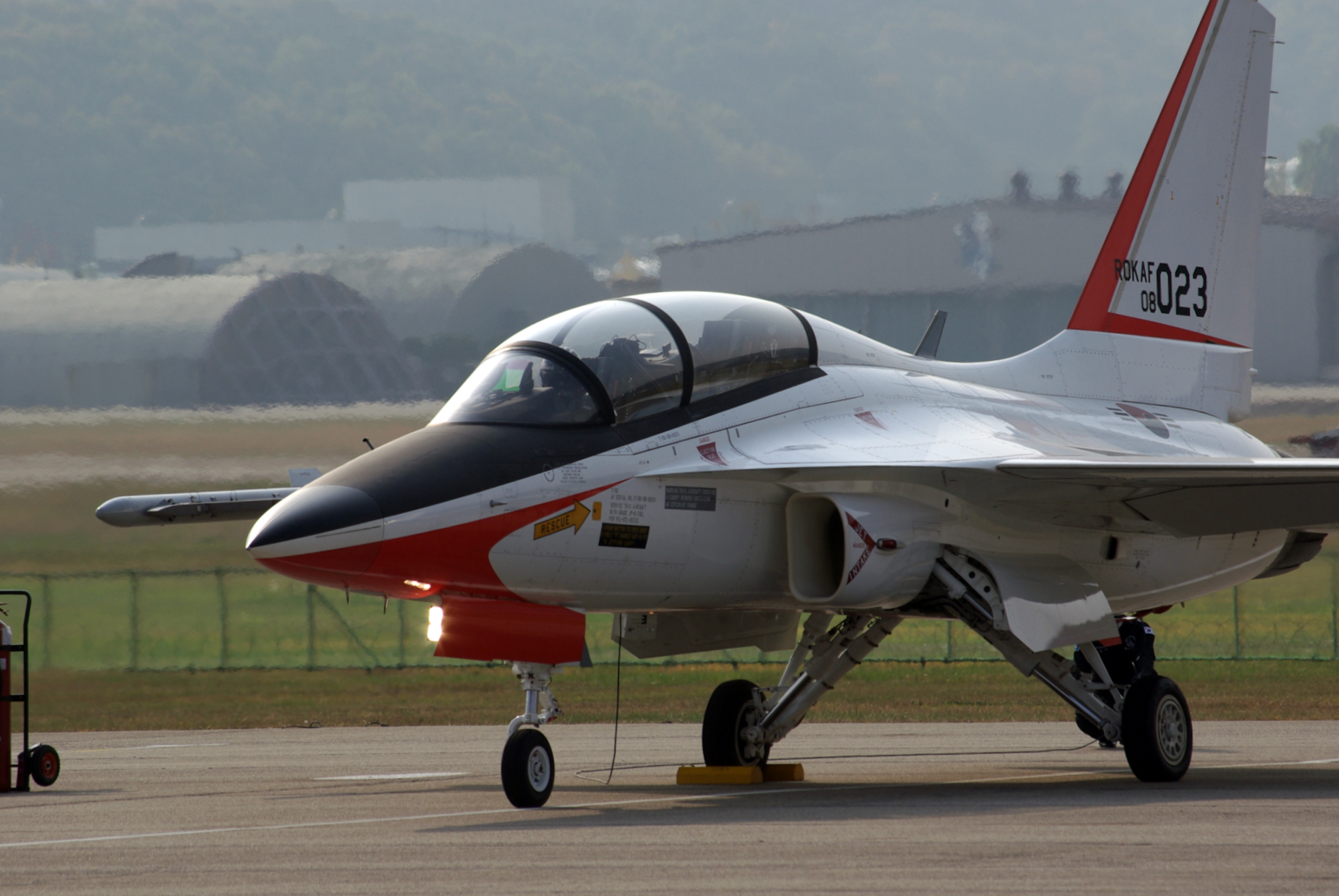
T-50 Golden Eagle пилотажной группы «Black Eagles»

- Максимальная эксплуатационная перегрузка: +8/-3 g

Вооружение
- Управляемые ракеты: ракеты «воздух-воздух» AIM-9 Sidewinder, AIM-120 AMRAAM, ракеты «воздух-земля» AGM-65 Maverick
- Неуправляемые ракеты: Hydra 70, LOGIR
- Бомбы: корректируемые и обычные бомбы

## Сравнение с аналогами
|                           | Як-130                                  | Aermacchi M-346                    | BAE Hawk T2 (Mk. 128) LIFT        | Hongdu L-15        | Aero L-159 ALCA               | KAI T-50 Golden Eagle         |
| ------------------------- | --------------------------------------- | ---------------------------------- | --------------------------------- | ------------------ | ----------------------------- | ----------------------------- |
| Внешний вид               |                                         |                                    |                                   |                    |                               |                               |
| Стоимость единицы, USD    | ~15 млн (на экспорт) ~7 млн (для ВС РФ) | ~30—35 млн                         | 29—33 млн                         | ~10 млн            | 10—12 млн                     | ~25 млн                       |
| Принят на вооружение, год | 2010                                    | 2011                               | 2009                              | 2013               | 2001                          | 2007                          |
| Годы производства         | c 2009                                  | с 2010                             | н/д                               | c 2012             | 1997—2003                     | c 2005                        |
| Размах крыла, м           | 9,84                                    | 9,72                               | 9,94                              | 9,48               | 9,54                          | 9,45                          |
| Длина, м                  | 11,49                                   | 11,49                              | 12,43                             | 12,27              | 12,72                         | 13,14                         |
| Масса пустого, кг         | 4600                                    | 4600                               | 4480                              | 4960               | 4350                          | 6470                          |
| Макс. взлётная масса, кг  | 10 290                                  | 10 200                             | 9100                              | 9500               | 8000                          | 12 300                        |
| Боевая нагрузка, кг       | 3000                                    | 3000                               | 3000                              | 3000               | 2700                          | 3740                          |
| Практический потолок, м   | 12 500                                  | 13 700                             | 13 500                            | 16 000             | 13 200                        | 14 630                        |
| Макс. скорость, км/ч      | 960 (1060 без подвесок)                 | 1060                               | 1030                              | 1479               | 936                           | 1640                          |
| Дальность без ПТБ, км     | 2000                                    | 2000                               | 2500                              | 3100               | 1600                          | 1851                          |
| Двигатель                 | 2 × ТРД АИ-222-25                       | 2 × ТРД Honeywell/ITEC F124-GA-200 | 1 × ТРД Rolls-Royce Adour Mk. 951 | 2 × ТРД АИ-222-25Ф | 1 × ТРД Honeywell F124-GA-100 | 1 × ТРД General Electric F404 |
| Макс. тяга двигателя, кН  | 2 × 24,7                                | 2 × 27,8                           | 1 × 29,0                          | 2 × 24,7 (41,2)    | 1 × 28,2                      | 1 × 53,07 (78,7)              |
| Произведено               | более 160                               | 49                                 |                                   |                    | 72                            | 84                            |
| Заказано                  | более 160                               | 57                                 |                                   |                    |                               | 132                           |